# NGC 7713
NGC 7713 (również PGC 71866) – galaktyka spiralna z poprzeczką (SBcd), znajdująca się w gwiazdozbiorze Rzeźbiarza. Odkrył ją John Herschel 4 października 1836 roku.
W galaktyce tej zaobserwowano supernową SN 1982L.